# Hộp Elkonin
Hộp Elkonin là một phương pháp dạy học được sử dụng trong môi trường tiểu học đặc biệt với những trẻ em đọc khó và thiếu thích nghi trả lời để xây dựng khái niệm gọi là nhận thức âm vị học (phonological awareness) bằng chia các từ thành mỗi âm. Chúng đã được tên sau khi D.B.Elkonin, nhà tâm lí học người Nga người đã tiên phong sử dụng chúng. Hộp là những ô vuông được vẽ trên một mảnh giấy hoặc một cái bảng, với một hộp cho mỗi âm hoặc vị (phoneme). Để sử dụng Hộp Elkonin, một đứa trẻ nghe tới một từ và di chuyển một token (miếng giấy hình tròn tô màu hoặc viết chữ vào đó) vào 1 hộp cho mỗi âm hoặc vị. Trong vài trường hợp khác nhau màu sắc của token có thể được sử dụng cho nguyên âm và phụ âm hoặc chỉ cho mỗi vị trong từ.
Thư mục
- Bodrova, Elena; Leong, Deborah J. (2007). Tools of the mind (PDF) . Upper Saddle River (N.J.): Pearson. ISBN 978-0130278043.
- "Elkonin Boxes". Reading Rockets (bằng tiếng Anh). ngày 19 tháng 3 năm 2013. Truy cập ngày 26 tháng 6 năm 2017.